# Harold Roy Fletcher
Harold Roy Fletcher (1907-1978) fue un botánico británico, fue autoridad botánica en Primula. Obtuvo su B.Sc. en la Universidad de Mánchester en 1929 y su doctorado en la Universidad de Aberdeen en 1933.
De 1951 a 1954 fue director de los Jardines de la Royal Horticultural Society en Wisley, Ripley, Woking, Surrey.

## Algunas publicaciones

### Libros
- 1969. The story of the Royal Horticultural Society, 1804-1968. Ed. ilustrada de Oxford U. P. for the Royal Horticultural Soc. 564 pp.
- 1966. Challenge and opportunity. Acta horticulturae 5. Ed. International Society for Horticultural Sci. 12 pp.
- 1941. New Species of Alpine Primulas. Con William Wright Smith. Ed. Botanical Soc. 121 pp.

## Honores
- Miembro de la Sociedad Internacional de Ciencias Hortícolas
- Secretario de la Comisión Internacional de Nomenclatura de Horticultura y del registro de esa Sociedad
- Secretario de la Comisión Internacional para la Nomenclatura de las Plantas Cultivadas de la Unión Internacional de Sociedades de Biología
- Regius guardián de los Jardines Botánicos Reales de Edimburgo
- 1967: titular del cargo Her Majesty's Botanist